# شون باين
شون باين (بالإنجليزية: Shaun Payne)‏ هو لاعب اتحاد الرغبي جنوب أفريقي، ولد في 22 فبراير 1972 في كيب تاون في جنوب أفريقيا.

## وصلات خارجية
- شون باين على موقع ItsRugby.co.uk (الإنجليزية)